# Nelton Friedrich
Nelton Miguel Friedrich (Sobradinho, 29 de setembro de 1947) é um político brasileiro filiado ao Partido Democrático Trabalhista (PDT). Exerceu o mandato de Deputado Federal (Constituinte) em 1988.

## Vida na política
Natural de Sobradinho (RS), Nelton Miguel Friedrich, mais conhecido como o político Nelton Friedrich, mudou-se para o Paraná ainda na infância, nos anos 1960. Pelo estado, foi eleito Deputado Estadual em 1978 e Deputado Federal em 1982. Atualmente, aos 75 anos de idade, faz parte do partido PDT e concorreu ao Senado nas eleições de 2018. Sua candidatura surgiu de última hora e pretendia dar suporte no Paraná ao presidenciável Ciro Gomes, filiado do mesmo partido.
Formado em direito pela PUCPR, em 1972, ingressou na vida política um ano após o término de sua graduação, filiando-se ao MDB. Durante a ditadura militar, se opôs ao regime. Na década de 80, foi um dos personagens responsáveis pela elaboração da Constituição Brasileira de 1988. Também nos anos 1980, colaborou para a inauguração do PSDB.
Na cadeira da Câmara Federal, licenciou-se para integrar o time da gestão do governador do Paraná, José Richa (1983-1986) e atuou como secretário do Interior, cuidando de áreas como energia, habitação, água, saneamento básico e meio ambiente. Presidiu a Fundação Leonel Brizola - Alberto Pasqualini, órgão de cooperação do Partido Democrático Trabalhista e durante cinco anos, foi diretor de Coordenação e Meio Ambiente da Itaipu Binacional, de 2003 a 2017. Nelton também participou da construção da Universidade Federal de Integração da América Latina (Unila).
Entre seus maiores feitos na vida pública, um dos mais notáveis foi sua contribuição como coordenador geral do programa Cultivando Água Boa, desenvolvido pela Itaipu Nacional e adotado por 54 municípios. O projeto consiste em um planejamento de preservação da água e da biodiversidade hídrica, garantindo a segurança e a fiscalização da Bacia Hidrográfica do Paraná e do Mato Grosso do Sul. Recebeu 25 prêmios nacionais e internacionais, entre eles o Water for Life, da ONU-Água, como melhor prática de gestão dos recursos hídricos (categoria 1), em 2015.
Na Assembleia Nacional Constituinte apresentou 535 propostas, tendo 141 parcial ou integralmente acatadas.

## Vida pessoal
De origem alemã, é filho de Carlos Friedrich e Helma Hilga Friedrich, Nelson é casado com Nara Sheila Friedrich, com quem tem três filhos. Seu sogro, Ernesto Dall'oglio, também teve vida na política e foi deputado Federal pelo Paraná entre 1979 e 1983 pelo MDB.